# Phare de Kerbel
Phare de Kerbel ist der Name eines Leuchtturms in der französischen Gemeinde Riantec im Département Morbihan. Er wurde 1913 in Dienst genommen und ersetzte ab diesem Zeitpunkt den Phare de Poulfanc. Das Leuchtfeuer wurde 1989 gelöscht und der Turm ist danach zu einer Ferienwohnung mit Aussichtskuppel umgebaut worden.